# Jeremiah Wilson
Jeremiah Wilson (ur. 19 kwietnia 1988 w Chicago) – amerykański koszykarz, występujący na pozycjach niskiego oraz silnego skrzydłowego.

## Kariera
8 września 2016 został zawodnikiem MKS-u Dąbrowy Górniczej.
Drużynie z Dąbrowy Górniczej pomógł w historycznym, pierwszym awansie klubu do fazy play-off Polskiej Ligi Koszykówki. Sezon na polskich parkietach zakończył ze średnimi na poziomie 10,8 punktu i 5,8 zbiórki na mecz. Po tym, jak MKS odpadł w ćwierćfinałach zdecydował się dokończyć sezon w Meksyku.
Ma za sobą występy m.in. w Czechach (BK Nova Hut Ostrava, średnie 13 pkt., 7,8 zb.), Grecji (AS Apollon Patras, średnie 11,3 pkt., 8,3 zb.), Portugalii (Sport Lisboa Benfica, średnie 15,1 pkt., 7,9 zb.). W statnim z wymienionych klubów miał również możliwość gry w pucharze Europy, gdzie w 6 meczach notował średnio 14,2 punktu i 10,5 zbiórki.
Podczas pobytu w Portugalii wywalczył superpuchar i puchar tego kraju, dotarł do finałów rozgrywek ligowych i został wybrany do meczu gwiazd.
W swojej karierze grał również w Argentynie, Chile i Australii.

## Osiągnięcia
Stan na 9 września 2016, na podstawie, o ile nie zaznaczono inaczej.
College
- Wicemistrz turnieju konferencji LSC NCAA II (2010)
- Zaliczony do składu All-LSC Honorable Mention (2010)

Drużynowe
- Mistrz australijskiej ligi SBL (2012)
- Wicemistrz Portugalii (2016)
- Zdobywca:
  - Pucharu Portugalii (2016)
  - Superpucharu Portugalii (2015)
- Finalista Pucharu Hugo dos Santosa (2016)
- Uczestnik rozgrywek Pucheru Europy (2015/16)

Indywidualne
- Uczestnik:
  - meczu gwiazd ligi portugalskiej (2016)
  - konkursu rzutów za 3 punkty ligi portugalskiej (2016)
- Zaliczony do (przez Eurobasket.com):
  - I składu:
    - defensywnego ligi portugalskiej (2016)
    - obcokrajowców II ligi tureckiej (2015)

  - II składu ligi:
    - portugalskiej (2016)
    - czeskiej (2013)
    - II ligi tureckiej (2015)

  - składu Honorable Mention:
    - ligi chilijskiej (2012 przez Latinbasket.com)
    - II ligi tureckiej (2015)